# Durnes
Durnes ist eine französische Gemeinde mit 198 Einwohnern (Stand: 1. Januar 2022) im Département Doubs in der Region Bourgogne-Franche-Comté.

## Geographie
Durnes liegt auf 595 m über dem Meeresspiegel, sechs Kilometer östlich von Ornans und etwa 21 Kilometer südöstlich der Stadt Besançon (Luftlinie). Das Dorf erstreckt sich im Jura, im Westen des Plateaus von Valdahon, am oberen Beginn des Tals von Vaux, nördlich des Talsystems der Loue.
Die Fläche des 8,51 km² großen Gemeindegebiets umfasst einen Abschnitt des französischen Juras. Der östliche Teil des Gebietes wird vom Plateau von Valdahon eingenommen, das durchschnittlich auf 600 m liegt. Es ist überwiegend von Acker- und Wiesland bestanden und steigt nach Osten leicht an. Mit 618 m wird am östlichen Gemeinderand die höchste Erhebung von Durnes erreicht. Im Westen ist das Gemeindeareal stark reliefiert: Abrupt beginnen die tief in das Plateau eingeschnittenen nördlichen Seitentäler der Loue mit dem Ruisseau de Cornebouche, seinem Seitenbach Chanet und dem Ruisseau de Vaux. Zwischen diesen Erosionstälern läuft das Plateau in spitzen Vorsprüngen gegen das Haupttal der Loue hin aus.
Nachbargemeinden von Durnes sind Saules und Guyans-Durnes im Norden, Voires im Osten, Lavans-Vuillafans im Süden sowie Montgesoye im Westen.

## Geschichte
Im 12. Jahrhundert wurde die Burg Durnes errichtet, die einer Seitenlinie der Herren von Montgesoye gehörte und während langer Zeit den Mittelpunkt einer Herrschaft bildete. Neben der Burg entwickelte sich der einst befestigte Flecken Durnes. Später teilte Durnes das Schicksal der Herrschaft Châteauneuf (bei Vuillafans). Zusammen mit der Franche-Comté gelangte das Dorf mit dem Frieden von Nimwegen 1678 an Frankreich. Heute ist Durnes Mitglied des Gemeindeverbandes Loue-Lison.

## Sehenswürdigkeiten

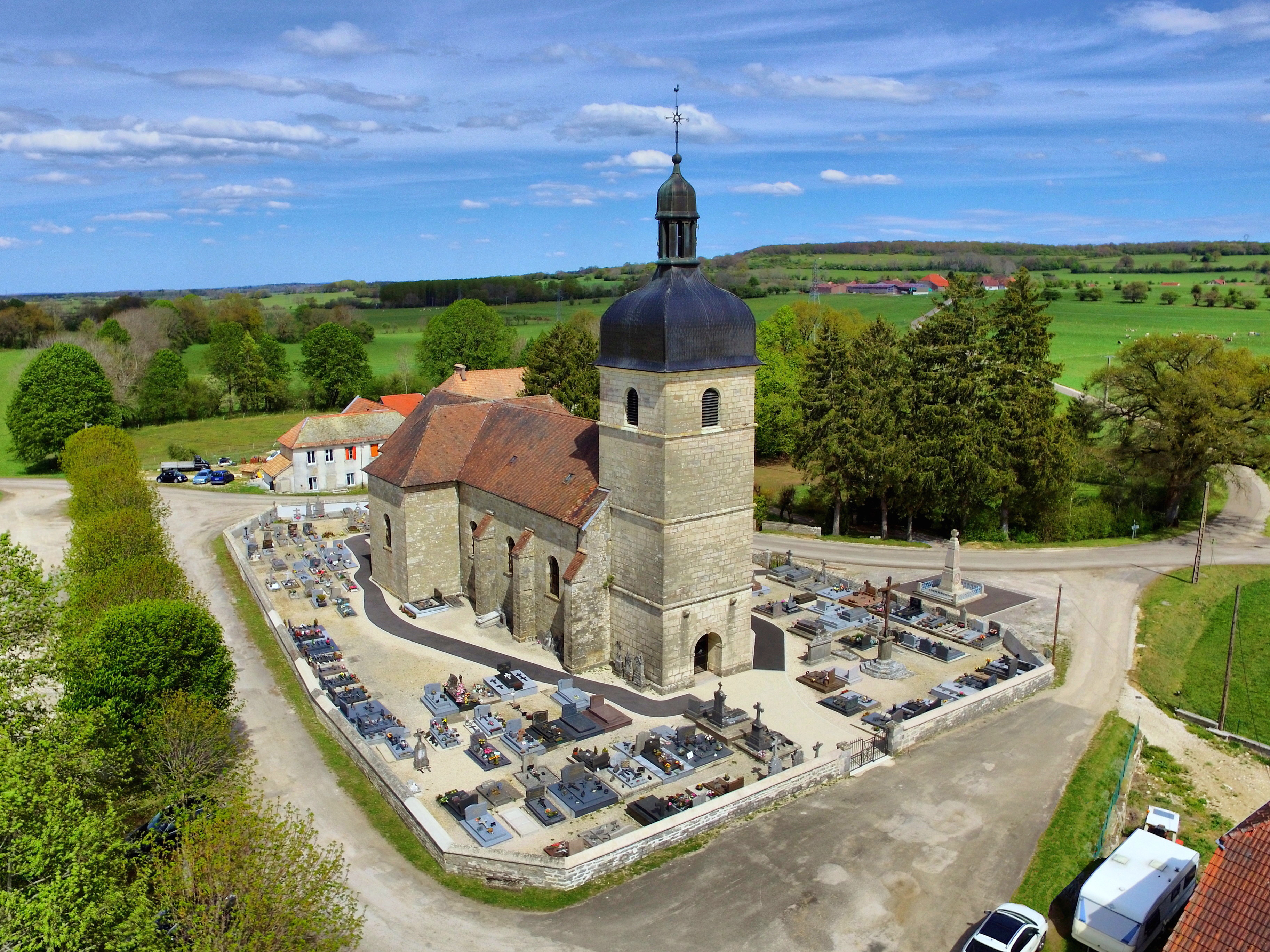
Kirche Saint-Hippolyte

Die Kirche Saint-Hippolyte steht auf freiem Feld südlich des Dorfes. Von 1854 stammt die Kapelle Notre-Dame du Bon Souvenir. Im Ortskern sind verschiedene Bauernhäuser im charakteristischen Stil der Franche-Comté aus dem 18. und 19. Jahrhundert erhalten.

## Bevölkerung
| Jahr                       | 1962 | 1968 | 1975 | 1982 | 1990 | 1999 | 2006 | 2016 |
| Einwohner                  | 123  | 98   | 90   | 104  | 127  | 154  | 154  | 177  |
| Quellen: Cassini und INSEE |      |      |      |      |      |      |      |      |

Mit 198 Einwohnern (1. Januar 2022) gehört Durnes zu den kleinen Gemeinden des Départements Doubs. Nachdem die Einwohnerzahl in der ersten Hälfte des 20. Jahrhunderts markant abgenommen hatte (1891 wurden noch 248 Personen gezählt), wurde seit Mitte der 1970er Jahre wieder ein Bevölkerungswachstum verzeichnet.

## Wirtschaft und Infrastruktur
Durnes war bis weit ins 20. Jahrhundert hinein ein vorwiegend durch die Landwirtschaft (Ackerbau, Obstbau und Viehzucht) und die Forstwirtschaft geprägtes Dorf. Daneben gibt es heute einige Betriebe des lokalen Kleingewerbes. Mittlerweile hat sich das Dorf auch zu einer Wohngemeinde gewandelt. Viele Erwerbstätige sind Wegpendler, die in den größeren Ortschaften der Umgebung ihrer Arbeit nachgehen.
Die Ortschaft liegt abseits der größeren Durchgangsstraßen an einer Departementsstraße, die von Montgesoye nach Étalans führt. Weitere Straßenverbindungen bestehen mit Saules, Fallerans und Lavans-Vuillafans.